# 鱒寿司

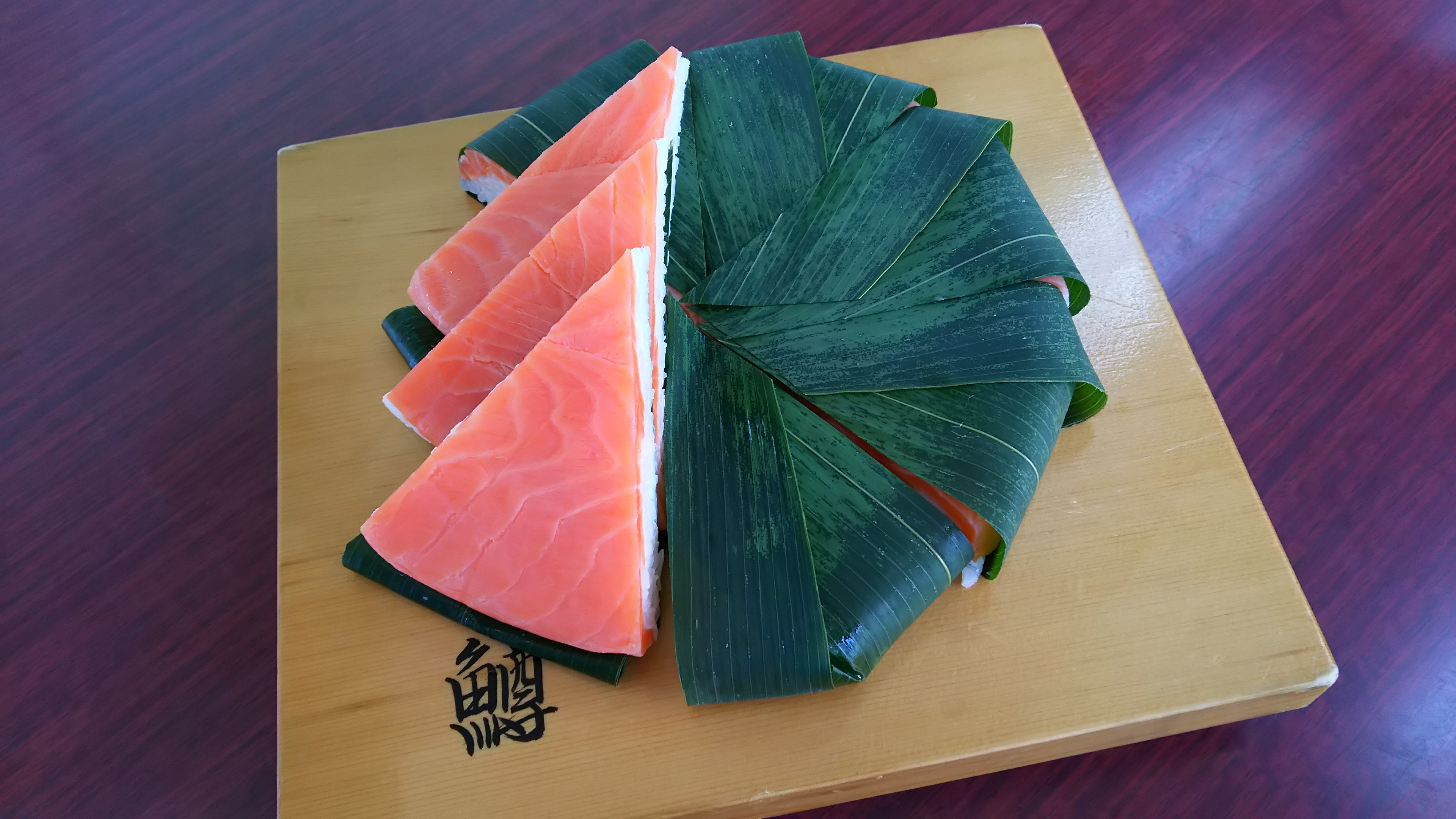
笹ごと切った鱒寿司

鱒寿司（ますずし）は、富山県の郷土料理。駅弁としても知られ、鱒（桜鱒）を用いて発酵させずに酢で味付けした押し寿司（早ずし）の一種。表記は必ずしも一定せず、ます寿し、ますの寿し、鱒の寿司などとされることも多いが、すべて同様のものを指している。

## 概要
木製の曲物の底に放射状に笹を敷き、塩漬け後に味付けをした鱒の切り身をその上に並べる。そこに酢めしを押しながら詰め、笹を折り曲げて包み込み、その上から重石をしたもの。通常は曲物の上下に青竹をあて、ゴムなどで締めた状態で流通する。たいていは曲物の中に笹で包まれた状態のものが1つのものと、2つ重なっているもの（二段重ね）の2種類がある。
食べる時には曲物のふたをはずし、放射状に切り分けて食べる。なお、商品には切り分けて食べる際に便利なように、専用のプラスチック製の小型ナイフが添付されることが多い。このナイフは、笹で包まれた上から鋸のように引きながら切って使用する。次項の献上逸話にもみられるように、従前は冬場で一週間、夏場でも3、4日間は日持ちする食品であったが、近年は消費者の嗜好の変化もあって押しも酢も弱い生寿司に近いものも生まれている。
笹の緑色の鮮やかさを重視する場合は、冷凍された笹、色や香りを重視する場合は、湯戻しした干し笹を使用する。　
元来鱒寿司に使う鱒は神通川に遡上してきたサクラマスを使用していたが、現在では遡上するサクラマスが少なくなったことと、ニーズが増えたことから主に外国産の鱒類、北海道産のものが使用されている。
2014年11月29日には富山市総曲輪グランドプラザのイベントで直径3メートル、280人前の「世界最大」の鱒寿司が作られた（8等分して合体させて作った）。

## 歴史
鱒寿司は神通川流域を中心とした食文化である。平安時代中期の『延喜式』には鮭寿司が貢献物として登場するが、これは米飯を発酵させたなれずしだとされる。『越中史料』第2巻には、享保年間に富山藩第3代藩主・前田利興の家臣吉村新八が、将軍徳川吉宗に鮎寿司を献上したときの製法が、現在の鱒寿司と同じ早ずしであったことが記載されている。なお一般には、この時に吉宗の絶賛を受けたとするエピソードが現在の鱒寿司のルーツとして語られている。
一方富山市にある鵜坂神社に、神通川で獲れた一番鱒を塩漬けにして春の祭礼に供えていたものが、江戸時代に現在の早ずしの形態をとる鱒寿司へと変化していったとも考えられている。

## 流通
現在のように鱒寿司が広く流通するようになったきっかけのひとつは、1912年から駅弁として販売されるようになった「ますのすし」である。「ますのすし」は、製造業者のひとつであった「源（みなもと）」によってつくられた造語（商品名）であるが、百貨店・スーパーマーケットなどにおける「駅弁大会」や「物産展」などでこの駅弁が有名になると、鱒寿司を「ますのすし」と称する店が出てきている。
富山市内を中心に40ほどの店舗・業者があり、寿司の押し加減や酢の強弱、鱒の切り身の選別、ご飯すべてが鱒で覆われているものや、鱒が下の方に置かれているもの、竹筒の中に入れた高級感のあるものなど、スタイル、バリエーションが多様であり、店舗・業者によってレシピにオリジナリティがあり味が若干異なる。手作り体験をさせてくれる業者もいる。高岡市でもホテルニューオータニ高岡が「ますすし」を製造販売している。
現在では、各製造者の店舗のほか、富山駅や高岡駅、金沢駅及びその地域を通る特急列車の車内販売、百貨店、スーパーマーケット、高速道路のSA、コンビニエンスストアなどでも販売されるようになり、東京駅や大阪駅などでも購入ができるようになった。
広く流通するようになったことで、従来の一段重ね、二段重ねといったものだけでなく、小ぶりのサイズのものや棒状になったもの、スーパーマーケット向けにプラスチック製の容器に入って笹にくるまれていない簡易包装の商品など、形態もさまざまなものが出現している。
なお、派生品として鱒の代わりにかぶら寿司をヒントにブリを使った「ぶりのすし」やカニを使ったものもあるほか、コンビニエンスストアなどでは鱒寿司のおにぎりもある。

## ギャラリー

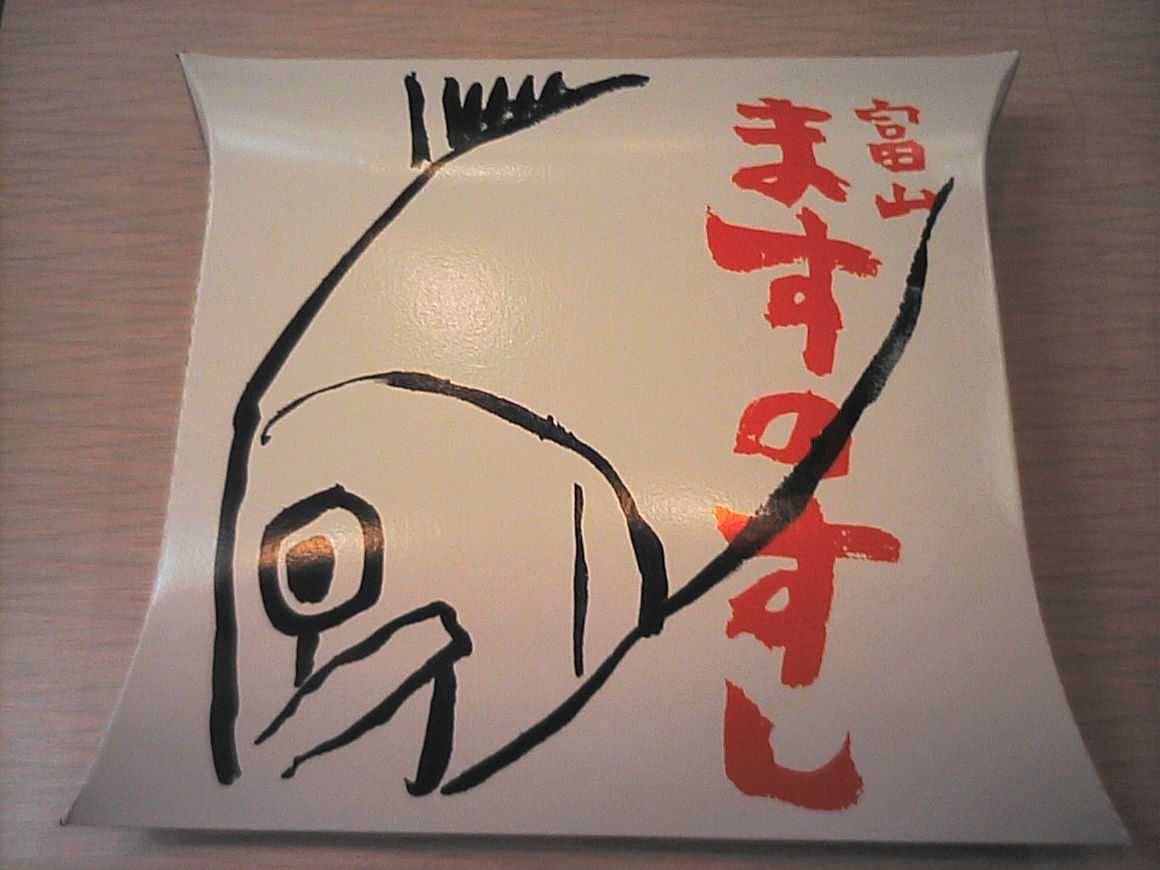
外装
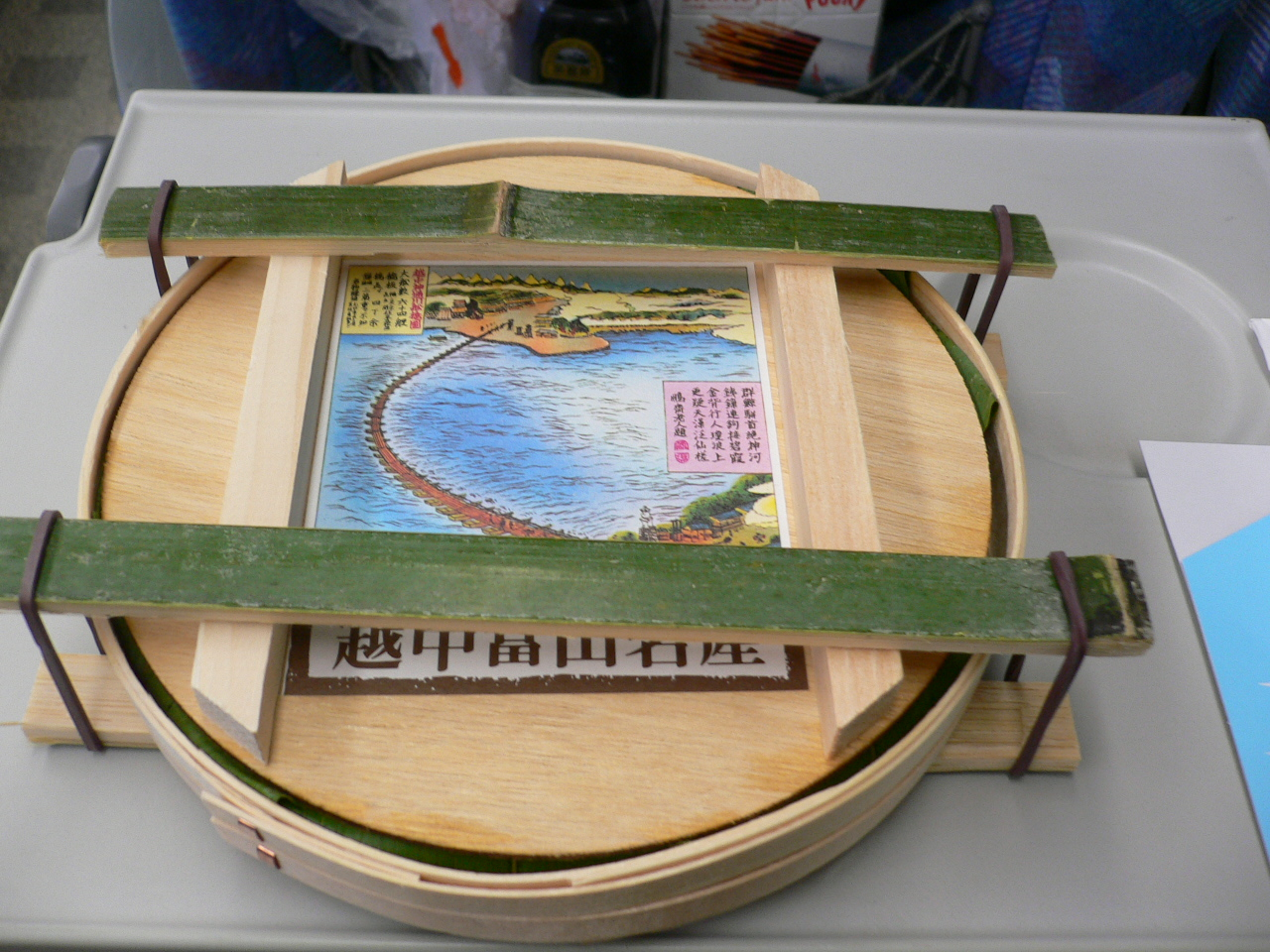
内装
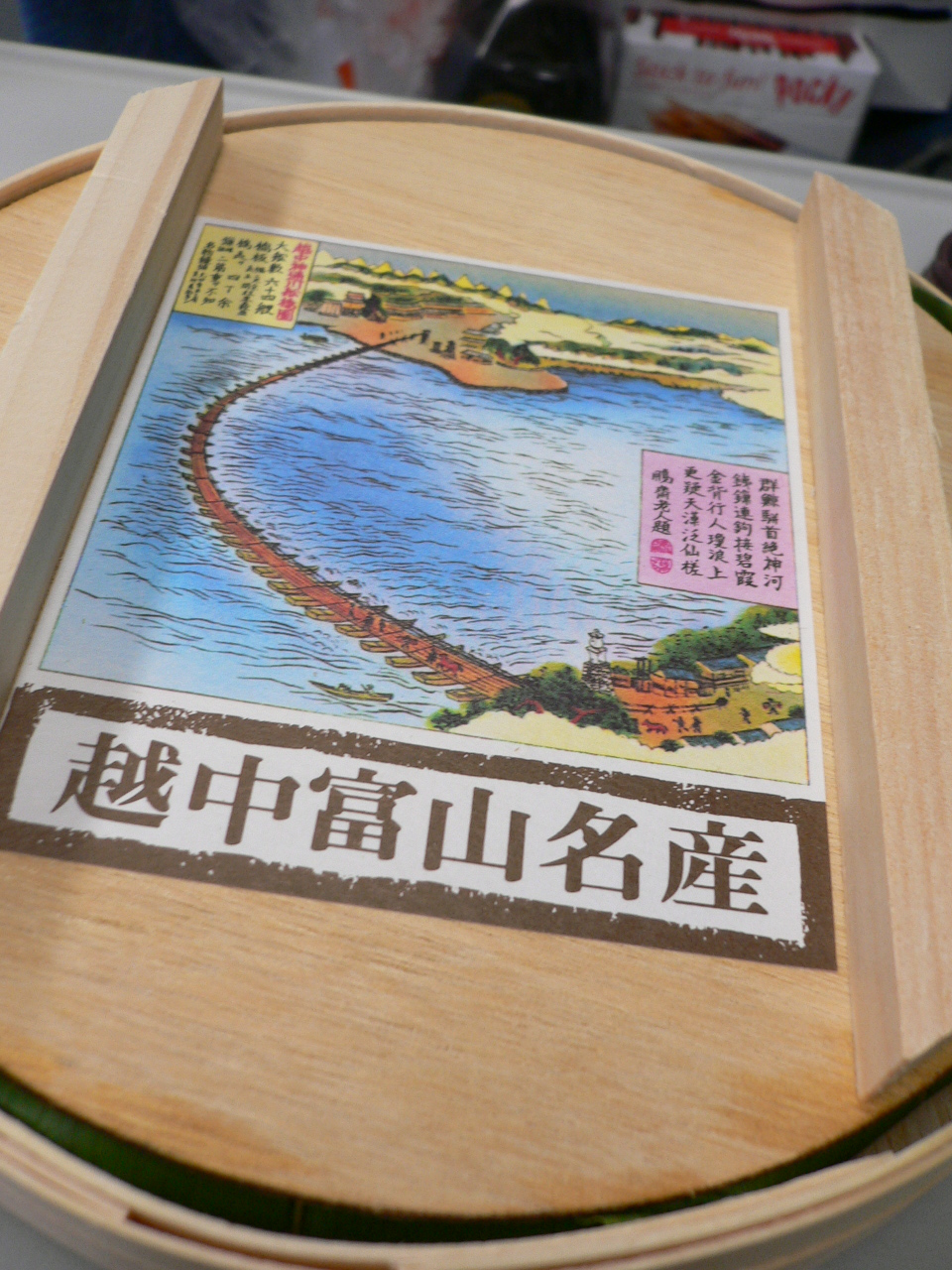
蓋の表面
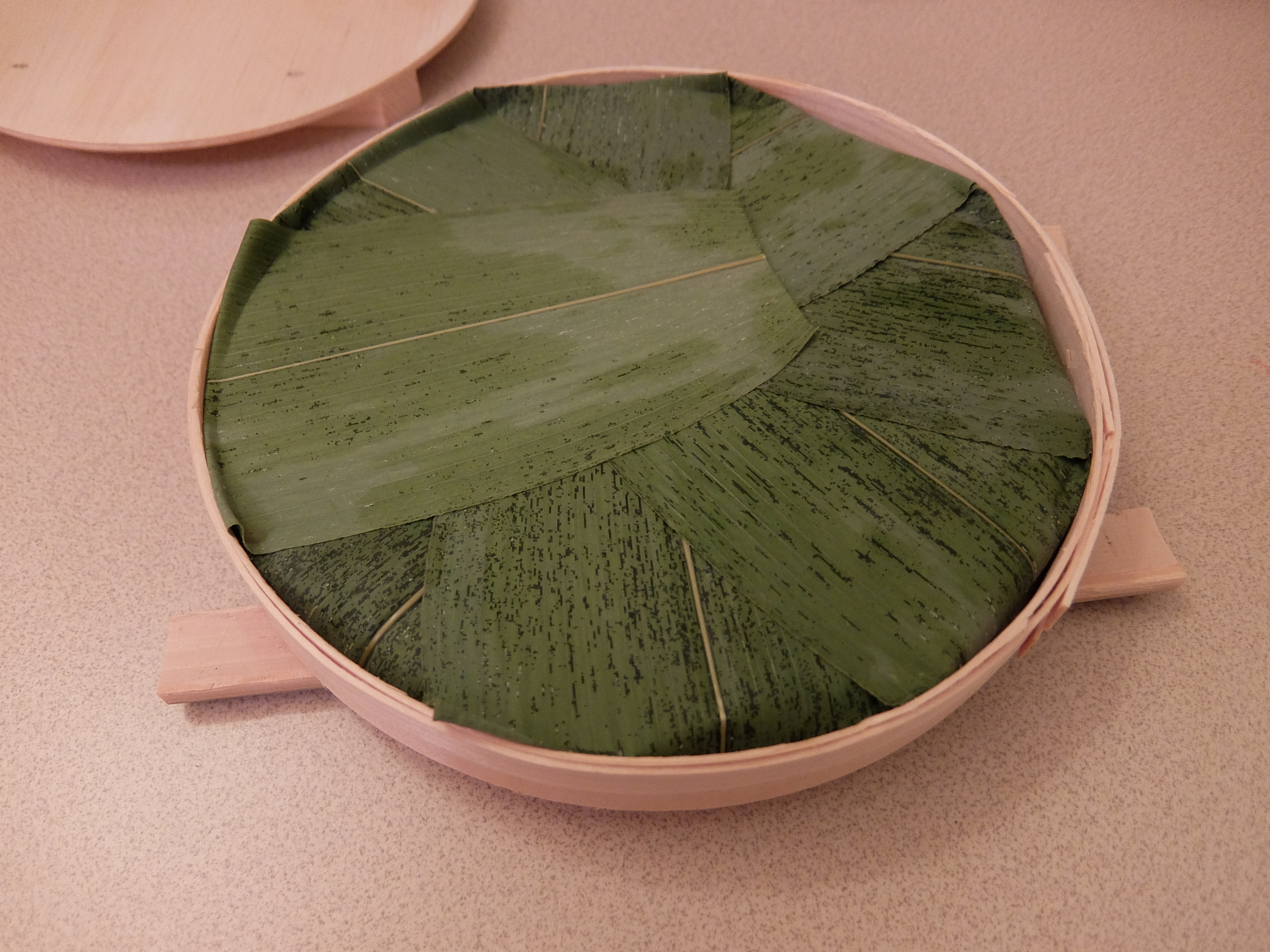
蓋を開いた中身
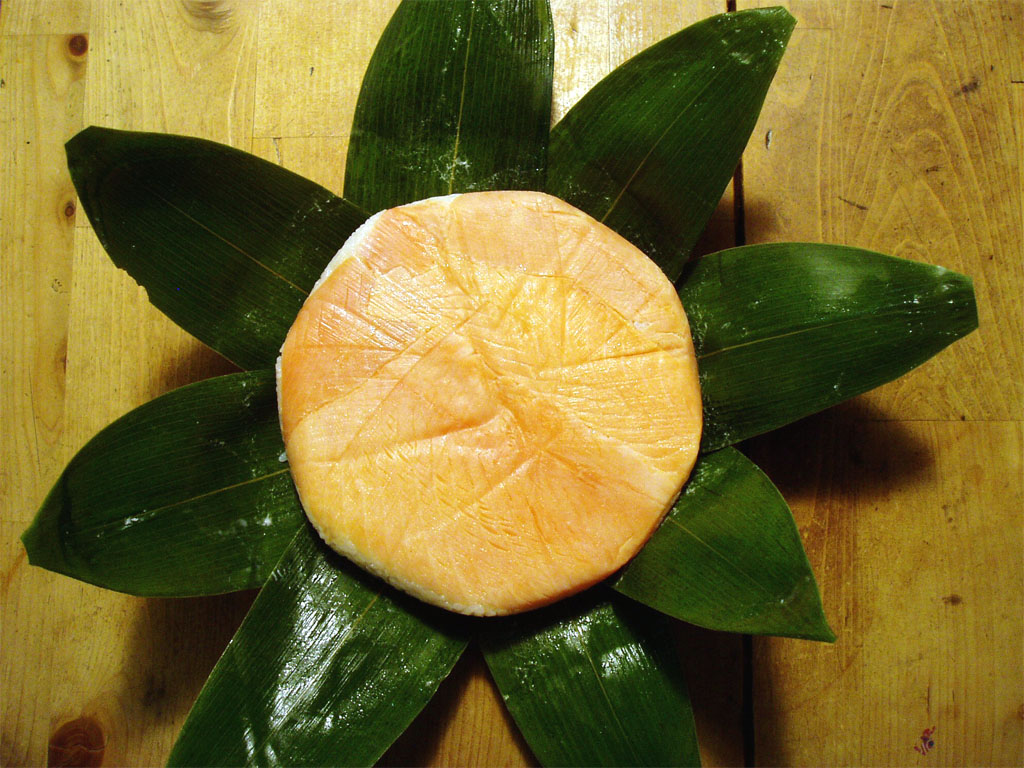
笹を開いたところ